# Almindelig strandsnegl
Den almindelige strandsnegl (Littorina littorea), også kaldet den store strandsnegl, er en op til 3,5 centimeter høj snegl, der er udbredt langs Vesteuropas kyster fra det nordlige Spanien til Hvidehavet. Den ses især i tidevandszonen, hvor den lever af at raspe alger af underlaget med sin veludviklede raspetunge. Som regel sidder den på sten og andet fast underlag, men træffes også på sandbund. Strandsneglen ånder udelukkende ved gæller.
I Østersøens udviklingshistorie har perioden 5.500-2.000 f.Kr. fået navnet littorinahavet efter denne snegl.